# دانيال إس. تاتل
دانيال إس. تاتل (بالإنجليزية: Daniel Sylvester Tuttle)‏ هو قسيس أمريكي، ولد في 26 يناير 1837 في Windham (town), New York ‏ في الولايات المتحدة، وتوفي في 17 أبريل 1923 في سانت لويس في الولايات المتحدة.